# Callum Keith Rennie
Pour les articles homonymes, voir Rennie.
Callum Keith Rennie est un acteur et producteur britannico-canadien, né le 14 septembre 1960 à Sunderland (Royaume-Uni).
Il s'est fait connaître par sa participation à la série télévisée Un tandem de choc (Due South) et au film Hard Core Logo. Puis, après avoir participé à près de cent films ou séries, il est surtout connu pour son rôle du Cylon Leoben dans la série télévisée Battlestar Galactica et du producteur de rock Lew Ashby dans la deuxième saison de Californication.

## Biographie
Né de parents écossais dans le Nord-Est de l'Angleterre, Callum émigre au Canada à l'âge de quatre ans avec sa famille et grandit à Edmonton, dans la province de l'Alberta. Après avoir enchaîné les petits boulots et fait quelques tentatives au théâtre, il s'est réellement consacré au métier d'acteur à 33 ans.

## Carrière
Il amorce à l'âge de 25 ans sa carrière d'acteur au théâtre. Il monte sur la scène du Shaw Festival de Niagara-on-the-Lake en 1990.
Il débute à la télévision en 1993, dans un épisode d'Highlander. L'année suivante, il fait ses débuts avec des petits rôles dans Timecop, Bonheur aigre-doux, Valentine's Day et Jackpot.
En 1999, il est présent dans EXistenZ. L'année suivante, Christopher Nolan lui offre un rôle dans Memento.
En 2004, il tourne au cinéma dans L'Effet papillon et Blade : Trinity et obtient un rôle dans la série Battlestar Galactica.
En 2009, il tourne dans la série Harper's Island.

## Filmographie

### Cinéma

#### Longs métrages
- 1994 :
  - Timecop de Peter Hyams : L'étranger
  - Bonheur aigre-doux (Double Happiness) de Mina Shum : Mark
  - Valentine's Day de Mike Hoolboom : L'astronaute
  - Jackpot (The Raffle) de Gavin Wilding : Le régisseur de plateau
- 1995 : Curtis's Charm de John L'Ecuyer : Jim
- 1996 :
  - Hard Core Logo de Bruce McDonald : Billy Tallent
  - Mémoires suspectes (Unforgettable) de John Dahl : Le conducteur en colère
  - Letters from Home
- 1997 :
  - Excess Baggage de Marco Brambilla : Le gérant du motel
  - Men with Guns de John Sayles : Mamet
  - Les Sourdoués (Masterminds) de Roger Christian : Ollie
- 1998 : Minuit (Last Night) de Don McKellar : Craig Zwiller
- 1999 :
  - EXistenZ de David Cronenberg : Hugo Carlaw
  - The Life Before This de Jerry Ciccoritti : Martin Maclean
- 2000 :
  - Memento de Christopher Nolan : Dodd
  - Mortel Motel (The Last Stop) de Mark Malone : Jake
  - Suspicious River de Lynne Stopkewich : Gary Jensen
- 2001 : Identité suspecte (Picture Claire) de Bruce McDonald : Laramie
- 2002 :
  - La Castagne 2 (Slap Shot 2 : Breaking the Ice) de Stephen Boyum : Palmberg
  - Now & Forever de Bob Clark : Carl Mackie
  - Flower & Garnet de Keith Behrman : Ed
- 2003 :
  - Paycheck de John Woo : Jude
  - Falling Angels (en) de Scott Smith : Jim Field
- 2004 :
  - L'Effet papillon (The Butterfly Effect) de Eric Bress et J. Mackye Gruber : Jason Treborn
  - Blade : Trinity de David S. Goyer : Asher Talos
  - Wilby Wonderful de Daniel McIvor : Duck MacDonald
- 2005 :
  - Lucid de Sean Garrity : Victor
  - Révélations (Whole New Thing) d'Amnon Buchbinder : Denny
  - Shooting Gallery de Keoni Waxman : Michael Mortensen
- 2006 :
  - Snow Cake de Marc Evans : John Neil
  - Unnatural & Accidental de Carl Bessai : Norman
- 2007 :
  - Nom de Code : Le Nettoyeur (Code Name : The Cleaner) de Les Mayfield : Shaw
  - Le Chantage (Butterfly on a Wheel) de Mike Barker : Inspecteur McGill
  - The Invisible de David S. Goyer : Inspecteur Brian Larson
  - Normal de Carl Bessai : Walt Braugher
  - Soie de François Girard : Schuyler
- 2008 :
  - Sleepwalking de Bill Maher : Will
  - X-Files : Régénération (The X-Files : I Want to Believe) de Chris Carter : Janke Dacyshyn
- 2009 :
  - Le Cas 39 (Case 39) de Christian Alvart : Edward Sullivan
  - Battlestar Galactica : The Plan d'Edward James Olmos : Leoben Conoy
- 2010 :
  - Trigger de Bruce McDonald : Billy Tallent
  - Gunless (en) de William Phillips : Ben Cutler
- 2011 : Faith, Fraud & Minimum Wage de George Mihalka : Donald McMullen
- 2013 : L'Extravagant voyage du jeune et prodigieux T.S. Spivet de Jean-Pierre Jeunet : Le père
- 2014 :
  - Isolée (October Gale) de Ruba Nadda : James Matthews
  - Sitting on the Edge of Marlene d'Ana Valine : Freddy
- 2015 :
  - Cinquante nuances de Grey (Fifty Shades of Grey) de Sam Taylor-Wood : Ray Steele
  - Ride d'Helen Hunt : Tim
  - Into the Forest de Patricia Rozema : Robert
- 2016 :
  - Warcraft : Le Commencement (Warcraft) de Duncan Jones : Moroes
  - Les âmes en suspens (Wait Till Helen Comes) de Dominic James : Dave
- 2017 :
  - Goon : Last of the Enforcers de Jay Baruchel : Hyrum Cain
  - Born to Be Blue de Robert Budreau (en) : Dick Bock
  - Mobile Homes de Vladimir de Fontenay : Robert
  - Jigsaw de Michael et Peter Spierig : Détective Halloran
  - Little Pink House de Courtney Balaker : Tim LeBlanc
- 2018 : Cinquante Nuances plus claires (Fifty Shades Freed) de James Foley : Ray Steele

#### Courts métrages
- 1994 :
  - Frank's Cock de Mike Hoolboom : Le petit ami de Frank
  - Still de Susan Taylor : Le petit ami

### Télévision

#### Séries télévisées
- 1993 / 1995 : Highlander : Neal / Tyler King
- 1994 :
  - Lonesome Dove : Harry Price
  - L'As de la crime (The Commish) : Michael Konichek
- 1994 / 1995 : X-Files (The X-Files) : Tommy Phillips / Le gardien de cimetière
- 1995 :
  - Au-delà du réel : L'aventure continue (The Outer Limits) : Carlito
  - Le Justicier des ténèbres (Forever Knight) : Bruce Spencer
  - The Marshal : Cal
- 1996 : My Life as a Dog : Johnny Johansson
- 1997 :
  - Viper : William T. Lennox
  - Nikita : Gray Wellman
- 1997 - 1999 : Un tandem de choc (Due South) : Inspecteur Stanley Raymond Kowalski
- 1998 - 2000 : Twitch City : Newbie
- 1999 :
  - Strange World : Vince
  - Foolish Heart : Ross
- 1999 - 2001 : Coroner Da Vinci (Da Vinci's Inquest) : Inspecteur Bob Marlowe
- 2001 : Destin (en) (Dice) : Egon Schwimmer
- 2002 :
  - Bliss : Mike
  - Dark Angel : Sheriff Lamar
  - Mutant X : Zack Lockhart
  - Dead Zone (The Dead Zone) : Mark Cassidy
  - The Eleventh Hour : Mark Mitchum
- 2003 :
  - Tru Calling : Elliot Winters
  - Battlestar Galactica : Leoben Conoy
- 2004 :
  - Les Forces du mal (Touching Evil) : Mike Espy
  - Kingdom Hospital : Earl Candleton
  - H2O : Don Pritchard / Lieutenant Daniel Holt
- 2004 - 2009 : Battlestar Galactica : Leoben Conoy
- 2005 : Supernatural : Roy
- 2006 :
  - The L Word : Danny Wilson
  - Smallville : Tyler McKnight
- 2007 :
  - Men in Trees : Leçons de séduction (Men in Trees) : Jeff
  - Deux princesses pour un royaume (Tin Man) : Zero
- 2008 : Bionic Woman : Victor
- 2008 / 2012 - 2013 : Californication : Lew Ashby
- 2009 :
  - Harper's Island : John Wakefield
  - Flashforward : Jeff Slingerland / Dr Maurice Raynaud
  - 24 heures chrono (24) : Vladimir Laitanan
- 2010 : Flashforward : Jeff Slingerland
- 2010 - 2011 : Shattered : Ben Sullivan
- 2011 :
  - Alphas : Don Wilson
  - The Killing : Rick Felder
  - Les Experts : Miami (CSI : Miami) : Jack Toller
  - Rookie Blue : Jamie Brennan
- 2012 : The Firm : Raymond McDeere
- 2014 :
  - Motive : Stuart Fletcher
  - Le Transporteur (Transporter : The Series) : Schramm
- 2015 - 2016 : Longmire : Walker Browning
- 2016 :
  - Legends of Tomorrow (DC's Legends of Tomorrow) : Capitaine John Valor
  - Le Maître du Haut Château (The Man in the High Castle) : Gary Connell
  - Man Seeking Woman : McQuaid
- 2018 : Jessica Jones : Dr Karl Malus
- 2018 - 2019 : Impulse : Nikolai
- 2022 : Umbrella Academy (The Umbrella Academy) : Lester Pocket / Harlan Cooper
- 2023 : Star Trek : Discovery : Rayner

#### Téléfilms
- 1994 : Paris or Somewhere de Brad Turner : Christy Mahon
- 1995 :
  - 767 en détresse (Falling from the Sky : Flight 174) de Jorge Montesi : Le pompiste
  - La nuit du mal (When the Dark Man Calls) de Nathaniel Gutman : Bob Levesh
  - The Ranger, the Cook and a Hole in the Sky de John Kent Harrison : Un homme
  - Little Criminals de Stephen Surjik : Kostash
- 1997 : Provocante (Tricks) de Kenneth Fink : Adam
- 2000 : Meurtre en scène (Murder Seen) de Rob W. King : Inspecteur Keegan
- 2001 : Piège infernal (Trapped) de Deran Sarafian : Anthony Bellio
- 2002 : Torso : The Evelyn Dick Story d'Alex Chapple : Inspecteur Wood
- 2004 : The Five People You Meet in Heaven de Lloyd Kramer : Le père d'Eddie
- 2005 : Painkiller Jane de Sanford Bookstaver : Mitchell
- 2008 : Le Poids des souvenirs (Of Murder and Memory) de David Wellington (en) : Leonard

## Distinctions

### Récompenses
- 1997 : lauréat du Prix Gemini pour My Life As a Dog ;
- 1999 : lauréat du Prix Génie pour Last Night ;
- 2001 : lauréat du Leo Award pour Suspicious River ;
- 2003 :
  - lauréat du Leo Award pour Flower and Garnet ;
  - lauréat du Vancouver Film Critics Circle pour Flower and Garnet.
- 2007 : lauréat du Leo Award pour Unnatural and Accidental ;
- 2009 : lauréat du Prix Génie pour Normal.

### Nominations
- 1994 : nommé au Prix Génie pour Bonheur aigre-doux ;
- 1997 : nommé au Prix Gemini pour Side Effects ;
- 1998 : nommé au Prix Gemini pour For Those Who Hunt the Wounded Down ;
- 1999 : nommé au Prix Gemini pour Due South ;
- 2000 : nommé au Canadian Comedy Award pour Last Night ;
- 2003 : nommé au Vancouver Film Critics Circle pour Falling Angels ;
- 2004 : nommé au Leo Award pour Falling Angels ;
- 2008 : nommé au Leo Award pour Normal.

## Voix françaises
| - Guillaume Orsat dans : - L'Extravagant Voyage du jeune et prodigieux T. S. Spivet - Deux princesses pour un royaume (mini-série) - Kingdom Hospital (série télévisée) - The L Word (série télévisée) - Californication (série télévisée) - Harper's Island (mini-série) - Flashforward (série télévisée) - 24 Heures chrono (série télévisée) - Alphas (série télévisée) - The Killing (série télévisée) - Motive (série télévisée) - Le Maître du Haut Château (série télévisée) - Umbrella Academy (série télévisée) - Gilbert Lévy dans : - Sleepwalking - Battlestar Galactica (série télévisée) - Battlestar Galactica: The Plan (téléfilm) - Emmanuel Curtil dans (les séries télévisées) : - Tru Calling : Compte à rebours - Smallville | - Philippe Crubézy dans : - Le Chantage - Cinquante nuances de Grey Et aussi - William Coryn dans X-Files : Aux frontières du réel (série télévisée) - Daniel Kenigsberg dans eXistenZ - Michel Vigné dans L'Effet papillon - Bruno Choël dans The Invisible - Féodor Atkine dans X-Files : Régénération - Emmanuel Jacomy dans Le Cas 39 - Yann Guillemot dans Born to Be Blue - Stefan Godin dans Jigsaw - Richard Leroussel dans H2O (téléfilm) - Pierre Baux dans Un tandem de choc (série télévisée) - Jérôme Keen dans Supernatural (série télévisée) - Patrick Mancini dans Shattered (série télévisée) - Christian Gonon dans Jessica Jones (série télévisée) |